# Syngonanthus paleaceus
Syngonanthus paleaceus là một loài thực vật có hoa trong họ Eriocaulaceae. Loài này được S.M.Phillips miêu tả khoa học đầu tiên năm 1998.